# Wojciechy
Wojciechy [vɔjˈtɕɛxɨ] (deutsch Albrechtsdorf) ist eine Ortschaft in der Gmina Bartoszyce (Landgemeinde Bartenstein) im Powiat Bartoszycki (Kreis Bartenstein (Ostpr.)) der polnischen Woiwodschaft Ermland-Masuren.

## Geographische Lage
Das Kirchdorf liegt in der historischen Region Ostpreußen, etwa 15 Kilometer südlich der Stadt Bagrationowsk (Preußisch Eylau) und zehn Kilometer westnordwestlich der Stadt Bartoszyce (Bartenstein).

## Geschichte
Albrechtsdorf wurde im Jahre 1335 von Bartenstein aus als deutsches Bauerndorf gegründet. Die erste Gründungsurkunde ist verschollen und es liegt nur die Handfeste 20. Mai 1392 vor. Erster Lokator und erster Schulze des Dorfes war ein Lambert Krumm. Spätestens 1362, verlor der Ort seine Unabhängigkeit und wurde bis zur Aufhebung der Gutsuntertänigkeit nicht wieder selbständig. Im Laufe der Zeit wechselte es sehr oft den Grundherrn und war auch mehrfach unter zwei oder mehr Herren geteilt. 1362 kam Albrechtsdorf in den Besitz des prussischen Ritters Santunge und zu magdeburgischen Rechten, nachdem es zuvor im Besitz der Malgedins gewesen war. Als der Besitz Santunges zerfiel, fiel es an diese wieder zurück.
Im Hungerkrieg des Deutschen Ordens gegen Polen im Jahre 1414 erlitt der Ort großen Schaden. Er wurde für den Ort mit 3000 Mark, und für die Kirche mit 300 Mark angegeben.

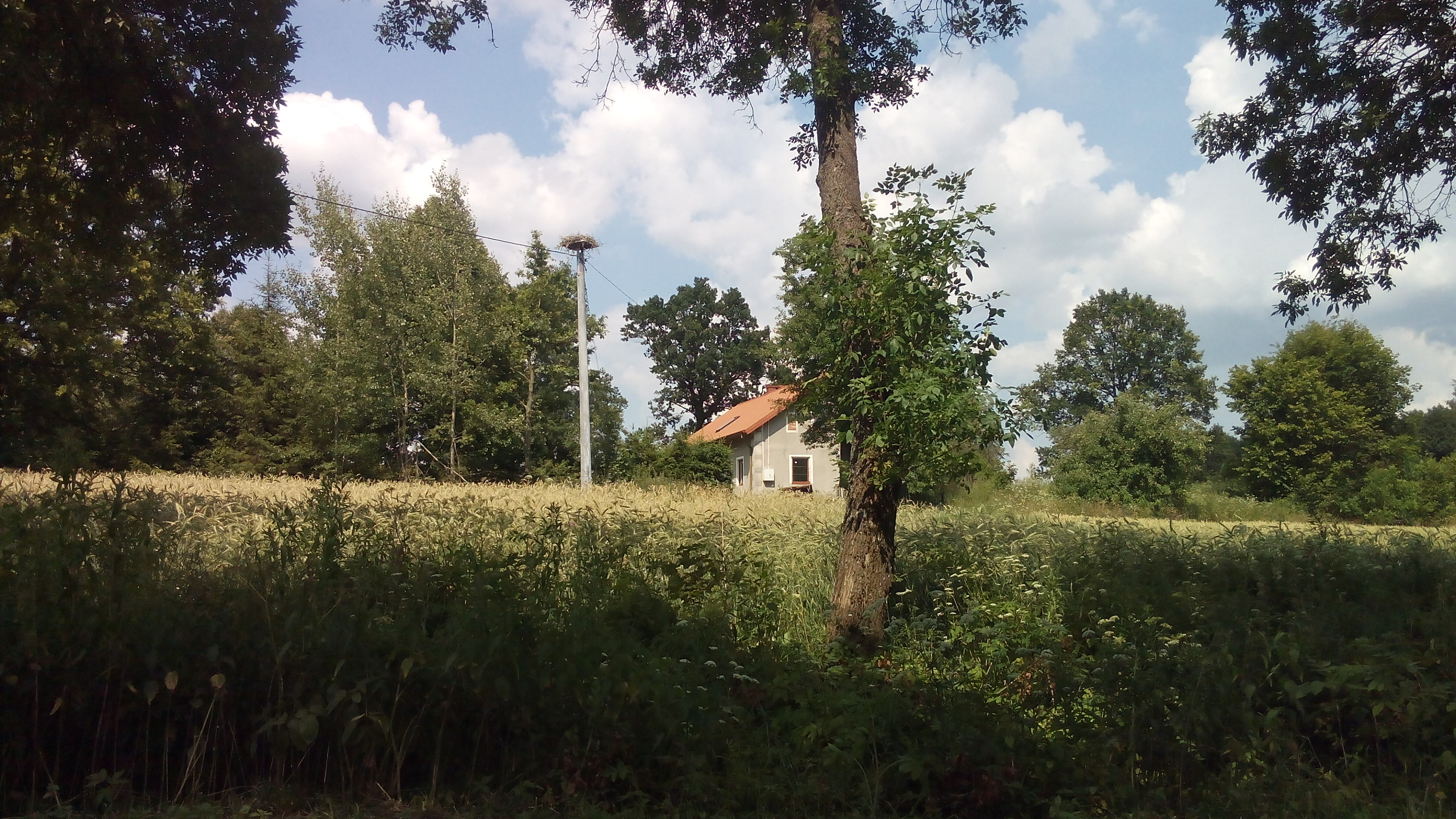
Haus mit Storchennest im Dorf, von der Woiwodschaftsstraße 512 aus gesehen

Albrechtsdorf (Albrechtsdf.), südlich von Preußisch Eylau und westnordwestlich von Bartenstein, auf einer Landkarte von 1910

1419 bekam Joseph Malgedins Witwe ein Viertel des Ortes verliehen. 1429 gehörte die Hälfte von Albrechtsdorf – mit inzwischen zwei Krügen – Lorenz und Ambrosius Malgedin. 1470 erwarb die Familie Malgedin weitere elf Hufen in Albrechtsdorf und 1491 kaufte ein „Vogt zu Preußisch Eylau“ acht Hufen von Hans Lossau. 1504 erhielt der Söldnerführer Hans Ponnau daselbst acht Hufen verliehen. Nach dem in der Region wütendem Reiterkrieg von 1520, erwarb 1535 Melchior von Kreytzen auf Groß Peisten 14 Hufen mit einem Krug in Albrechtsdorf. Damit legte er den Grundstein für den späteren Gesamtbesitz des Dorfes. 1542 kaufte Georg von Aulack Teile des Dorfes und erhielt 1555 das Kirchenlehen. 1572 verkaufte Hans von Kalckstein 45 Hufen an die Familie Aulack. Dieser gehörte damit der größte Teil von Albrechtsdorf. 1584 erfolgte eine Verschreibung an Caspar von Aulack auf Loyden über 8 Hufen. Im selben Jahre (1584) erhält dann wieder Hans von Kalckstein als Hofdiener des Kurfürsten von Brandenburg 10 Hufen von Albrechtsdorf verliehen. 1584 ein Vergleich zwischen Johann von Kreytzen und Jakob von Kalckstein über Albrechtsdorf, wonach Johann von Kreytzen für sich und seine Nachkommen Albrecht von Kreytzen und dessen Erben und Erbnehmer 40 Hufen von Albrechtsdorf erhält, darunter acht Freischulzenhufen samt dem freien Kruge. Albrecht von Kreytzen, besaß nun zusammen mit den vier Kirchenhufen insgesamt 63 Hufen des Dorfes. Den Rest bestehend aus 17 Hufen erwarb er erst später dazu.
Nach dem Jahr 1600 war ganz Albrechtsdorf mit dem Kirchenpatronat bis 1820 im Besitz der Familie von Kreytzen auf Groß Peisten. Ein Teil seiner Hufen war anderen Herren verpfändet oder zum Nießbrauch bestellt. Dennoch behielt das Dorf seine Handfeste nach kulmischem Recht, das seine Bewohner in ihrem Recht und Besitz schützte. Lediglich die Oberhoheit und die Zinszahlungen gingen an die adligen Lehnsherren. Die Größe des Dorfes blieb mit 80 Hufen seit der Gründung bestehen. Auch die Anlage blieb unverändert erhalten und noch heute verläuft die Dorfstraße in der Nord-Süd-Richtung.
Der Beginn der Reformation in Albrechtsdorf kann nicht genau ermittelt werden. Sicher ist lediglich, dass zu Ende des Jahres 1523 kein Zins mehr von den ausstehenden Kapitalien, welche der Kirche gehörten, abgetragen wurde. Nachdem am 8. April 1525 zwischen dem vormaligen letzten Hochmeister und nunmehrigen Herzog von Preußen, Markgraf Albrecht I. von Brandenburg-Ansbach, und König Sigismund von Polen der endgültige Friede zu Krakau geschlossen wurde, schwand die letzte Aussicht auf Wiederherstellung des vorigen Zustandes. Aus Mangel an Geistlichen, welche die neue evangelische Lehre verkünden konnten, fand in Albrechtsdorfund den umliegenden Ortschaften zunächst kein Gottesdienst statt. Der Nachbarort Reddenau bekam 1568 den ersten evangelischen Pfarrer und in Albrechtsdorf wirkte ab 1577, als erster evangelischen Pfarrer, Gregorius Braun.
Ob die in Preußen im Jahre 1529 wütende pestartige Krankheit „Englischer Schweiß“ in Albrechtsdorf Opfer gefordert hat, ist nicht zu ermitteln gewesen. Gesichert brach die Pest zu Anfang des 17. Jahrhunderts aus. Im Kirchenbuch findet sich zwar keine wesentlich erhöhte Sterberate in Albrechtsdorf, aber gemäß der Familienchronik der von Kreytzen auf Peisten fielen mehrere Familienangehörige durch der Pest zum Opfer.
1785 hatte das adlige Kirchdorf Albrechtsdorf 42 Feuerstellen, 1820 waren es dann 45 Feuerstellen mit 274 Einwohnern.
1820 fand auch die Gutsauseindersetzung mit den 18 Bauern statt. Diese waren neben dem Scharwerk dem Lehnsherrn in Groß Peisten zu einem jährlichen Zins von 544 Talern, 18 Gänsen, 108 Hühnern, 540 Eiern, 18 Stück Leinwand und 18 Stof Schwadengrütze verpflichtet. Die Bauern behielten ihr ganzes Land als freies Eigentum ohne Scharwerksdienste, zahlten dafür eine jährliche Rente von 665 Talern, 15 Silbergroschen, 4 Pfennig sowie für die „Hofwehr“ (das war der frühere, von den Lehnsherrn gestellte „Besatz“, also Vieh, Saatgut und die Arbeitsgeräte für einen Bauernhof) den einmaligen Betrag von 1829 Talern. Was darüber hinausging, gehörte den Bauern als persönliches Eigentum. Die jährliche Grundsteuer an die Kreiskasse betrug nun 136 Taler, 22 Silbergroschen, 6 Pfennig.
1831 hatte Albrechtsdorf 5.340 preußische Morgen Land. Diese entfielen unter anderem auf das Vorwerk von Gr. Peisten mit 810 Morgen, 18 Bauerngüter mit 4252 Morgen Land und eine Pfarrkirche mit 272 Morgen Land. Albrechtsdorf umfasste 29 Kätner, 3 Handwerker, 6 Instleute; zusammen 318 Einwohner. 15 Jahre später, 1846, waren in Albrechtsdorf schon 74 Wohnhäuser und 646 Einwohner. Nach der Separation wuchs das Dorf schnell weiter, da das zu Groß Peisten gehörende Vorwerksland an Bauern verkauft wurde. Dadurch sowie durch Hofteilungen entstanden viele neue Besitzungen. 1859 besaßen 58 Bauern 4436 Morgen Land und 48 Kätner 350 Morgen. 1862 wanderten die Albrechtsdorfer Familien Scheffler und Fuhr nach Wolhynien und Russland aus. 1871 gab es 147 Wohngebäude, 280 Haushalte und 1109 Einwohner im Dorf, darunter 2 Katholiken und 41 Baptisten. 1885 war die Dorfflur 1325 ha groß; davon 922 ha Ackerland und 183 ha Wiesen. Im Dorf befanden sich 156 Wohnhäuser, 236 Haushalte und 1214 Einwohner. Dieses war die höchste Einwohnerzahl des Ortes. 1895 gab es 162 Häuser und 237 Haushalte, aber nur noch 1048 Einwohner.
Die 1928 gebildete Gemeinde Albrechtsdorf war 1.270,70 ha groß, hatte 156 Wohnhäuser, 220 Haushalte und 834 Einwohner. Im Ort waren eine Kirche, ein Standesamt und ein Amtsbezirk. Albrechtsdorf gehörte zum Amtsgericht Bartenstein. Der Grundsteuerreinertrag betrug 7,47 Rm je ha und deutete auf leichte Mittelboden hin.
Die Schule soll 1662 eingerichtet worden sein. Im Kirchenbuch wird im 18. Jahrhundert ein Kirchschullehrer erwähnt. Seit 1863 war sie zweiklassig, ab 1886 dreiklassig und 1925 wieder zweiklassig. Als letzte Schulleiter und Organisten waren August Eduard Guske (1873–1910), Karl Anton Guske (1910–1928), Karl Reichwald (1928–1945) im Amt. Als zweiter Lehrer war Ewald Weißgräber von 1920 bis 1945 in Albrechtsdorf tätig.

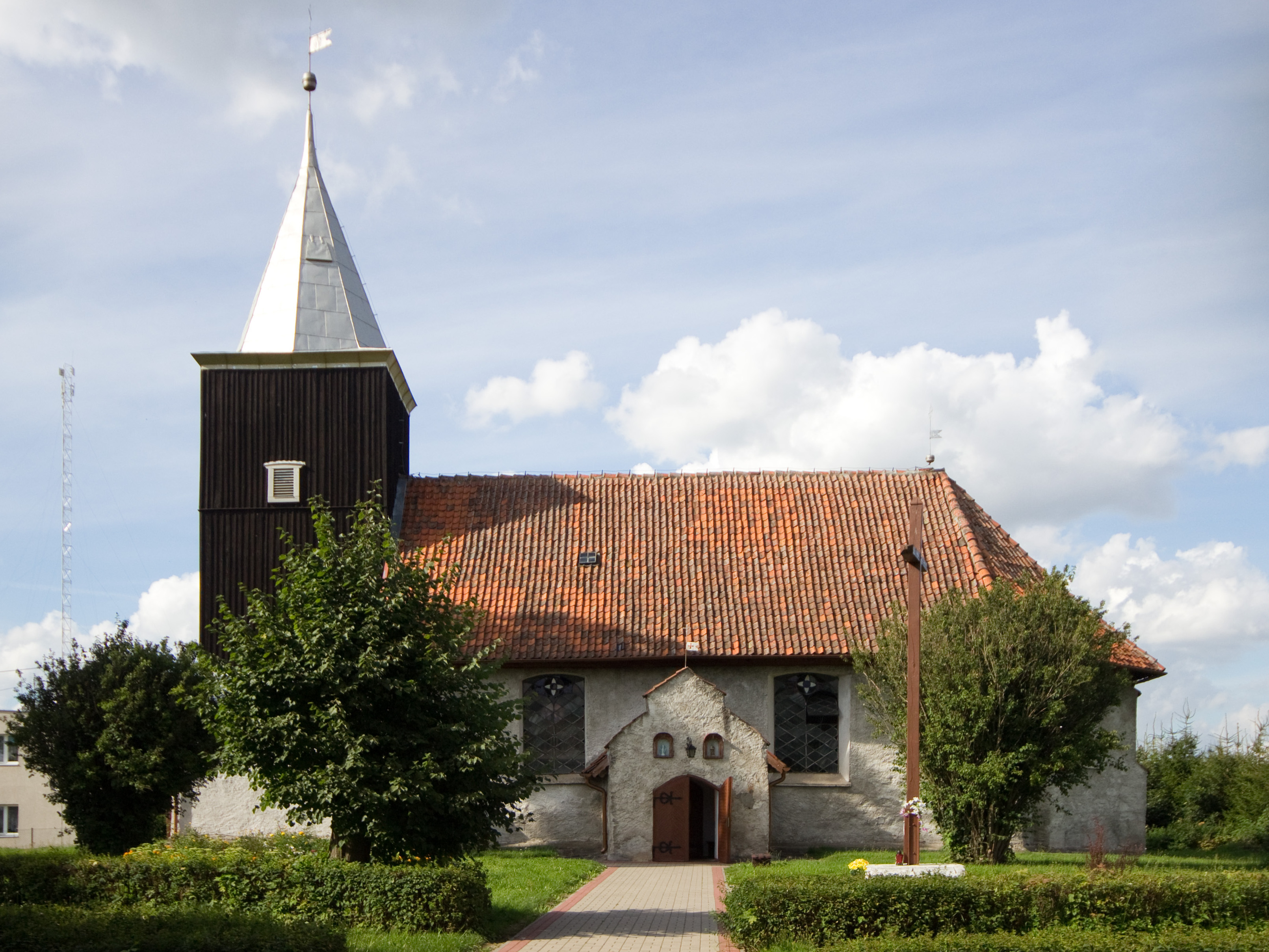
Ordenskirche (2012)

Die alte Ordenskirche, 1335 gegründet, lag in der Mitte des Ortes und war aus verputzten Feldsteinen gebaut. Sie wurde 1655 und 1818 renoviert.
Der Reiterkrieg von 1519 bis 1521 brachte Preußen und Natangen neue Notzeiten. Auch in dem Bürgerkrieg von 1454 bis 1466 hat Albrechtsdorf gelitten, da um Bartenstein häufig Kämpfe tobten. Dabei kam es zu einer Belagerung der Stadt Bartenstein durch polnische Truppen und eine Plünderung der umliegenden Dörfer. Anzunehmen ist, dass sich die Bewohner von Albrechtsdorf zum größten Teil mitsamt ihrem Hab und Gut zusammen mit den Adelsherren nach Bartenstein zurückgezogen hatten. Trotz mehrfacher Aufforderung, verlorener Vorgefechte und Verlustes der Johannis-Vorstadt in Bartenstein ergab sich die Stadt nicht. Dennoch kam es zu Plünderungen und Verwüstungen im Umland.
Über Albrechtsdorf im 17. und 18. Jahrhundert sowie im Vierten Koalitionskrieg von 1806/07 lässt sich wenig feststellen, jedoch tobte unweit die Schlacht bei Preußisch Eylau zwischen den verbündeten Preußen und Russland gegen Napoléon am 7./8. Februar 1807. In damaliger Zeit war es üblich, dass die durchziehenden Armeen von der Bevölkerung alle benötigten Sachen requirierten. Der Pfarrer Kolbe aus Landsberg/Ostpr. hat ermittelt, welchen Schaden er durch die Besatzung erlitten hatte.
Im Februar 1807 verzeichnete der Pfarrer von Landsberg im Kirchenbuch: „Vom 7. bis 20. d. Mon. (Febr. 1807) stand allhier die feindliche französische Armee, die Kriegsunruhen dauern fort, und seit dieser Zeit sind durch neuentstandene faulartige Diarrhoen sehr viele, die fast alle in der Stille und ohne Anmeldung begraben wurden, gestorben. Nach langer angewendeter Mühe sind nachstehende Verstorbene ausgemittelt und hier eingetragen“. Es folgen bis 1. März ca. 44 Sterbefälle. Bis zum 31. Dezember 1807 sind im Kirchspiel Landsberg 396 Sterbefälle eingetragen, gegenüber 50 bis 70 in den anderen Jahren. Diese Ruhrepidemie hatte im Sommer 1807 auch Albrechtsdorf erreicht. Das Albrechtsdorfer Kirchenbuch verzeichnet von 1800 bis 1805 im Durchschnitt 20 Sterbefälle im Jahr. 1807 stieg diese Zahl im Kirchenspiel auf 157 Menschen an, allein im August gab es 29 Tote. Der überwiegende Teil starb an Ruhr, vor allem Kinder und Menschen im Alter von 55 bis 65 Jahren.
Aus den Hausbüchern von Bartenstein lässt sich für die Zeit von 1603 bis 1700 folgendes über Albrechtsdorf feststellen:
- Vertrag zwischen Ludwig und Friedrich von Aulack und Hans von Malgedin wegen einer zu Albrechtsdorf hinterlassenen Erbschaft von 5 Hufen, die von Aulack auf Loyden verliehen werden.

- Kontrakt zwischen Albrecht von Kreytzen und Ludwig und Friedrich von Aulack. Nach diesem Kaufvertrag erhalten die von Aulack 11 Hufen zugesprochen.

- 1638 wurde Albrechtsdorf Herrn von Lehndorf zum rechtmäßigen Unterpfande verschrieben. Diese rechtmäßige Verpfändung von Albrechtsdorf an Herrn von Lehndorf erklärt vielleicht auch die heute noch bestehende Inschrift C.B.v.L. mit dem Wappen in dem alten Stand rechts des Haupteinganges der Kirche.

- Protestation Albrechts von Kreytzen wegen 3 Hufen von Albrechtsdorf aus dem Jahre 1675.

- 1695 erhielten die Brüder Wolf und Achatius von Kreytzen bei ihrer Konfirmation über ihre Güter Albrechtsdorf nebst dem freien Kruge zugesprochen.

Bevor Albrechtsdorf an die von Kreytzen auf Groß Peisten fiel, war es in den Händen des Hauses von Tettau auf Tolks, woran auch noch der alte Stand in der Kirche, geschmückt mit dem Wappen der Familie von Tettau und der Inschrift G.A.v.T, erinnert. Aus der Hand der Familie von Tettau ist Albrechtsdorf dann endgültig durch ein Patengeschenk des Herrn von Tettau an einen jungen von Kreytzen an Peisten gefallen.
Anschließend ließ die dortige Gutsherrschaft ein Vorwerk bauen. Von diesem Vorwerk wurden aber nur 12 Hufen bewirtschaftet. Das übrige Areal, welches damals noch viel Wald umfasste, wurde von 20 Bauern und 24 Arbeitsleuten bewirtschaftet.
Im Jahre 1811 verteilte die Gutsherrschaft 60 Hufen an die 20 Bauern derart, dass jeder derselben 1 ½ Hufen zinsfrei und 1 ½ Hufen zinspflichtig zu seinem Eigentum erhielt. Wie damals üblich wurde bis zur Separation das Land in drei Feldern von allen gemeinschaftlich bewirtschaftet. Die 24 Arbeiter und der Lehrer hatten Weiderecht. Bei der Separation wurden dieselben durch Weideland abgefunden. Als das Vorwerk baufällig geworden war, wollte die Gutsherrschaft es nicht mehr aufbauen und verpachtete das Land an einzelne Interessenten. Später wurden diese 12 Hufen an Wirte in Albrechtsdorf verkauft.
In der Zeit um 1825 hat Albrechtsdorf folgende Wirtschaften:
- 24 Bauern mit je 3 Hufen
- 24 Eigenkätner und Besitzer von Weideland
- 6 Halbhüfner (Kleinbauern)
- 3 Einwohner (Mieter)

Es lebten somit etwa 53 Familien in dem Dorf. Den Unterhalt erwarben die Bewohner fast ausschließlich durch Ackerbau. Nach der Separation 1831 entstanden neue Hausstände. Diejenigen Wirte, welche Söhne hatten, begannen ihre Grundstücke zu teilen. Andere wieder verkauften Teile ihre Grundstücke und es entstanden neue Besitzungen. So stieg die Zahl der Familien und damit der Bevölkerung weiter an. Die Wirte begannen nun sich auszubauen, um ihre Ländereien zur Bearbeitung näher zu haben. Die Wohnhäuser im Dorfe wurden aber nicht abgebrochen, sondern nebst Garten und Hofstelle verkauft. Auf diese Weise stieg die Zahl der Eigenkätner, Einwohner und Handwerker. Bis um 1880 hatte das Dorf nur ein Gasthaus, vermutlich am Ort des heutigen Krugs gegenüber der Kirche. Um 1890 hatte Albrechtsdorf bereits drei Gasthäuser. 1945 waren noch zwei Gasthäuser vorhanden. Der dritte Krug hat vermutlich um 1920/25 aufgehört zu existieren. Handwerker waren bereits damals von allen Gattungen vertreten. Die Berufsbezeichnung Wirth in den Kirchenbüchern bezeichnet hierbei einen Landwirt, während der Gastwirt durchgehend Krüger genannt wurde.

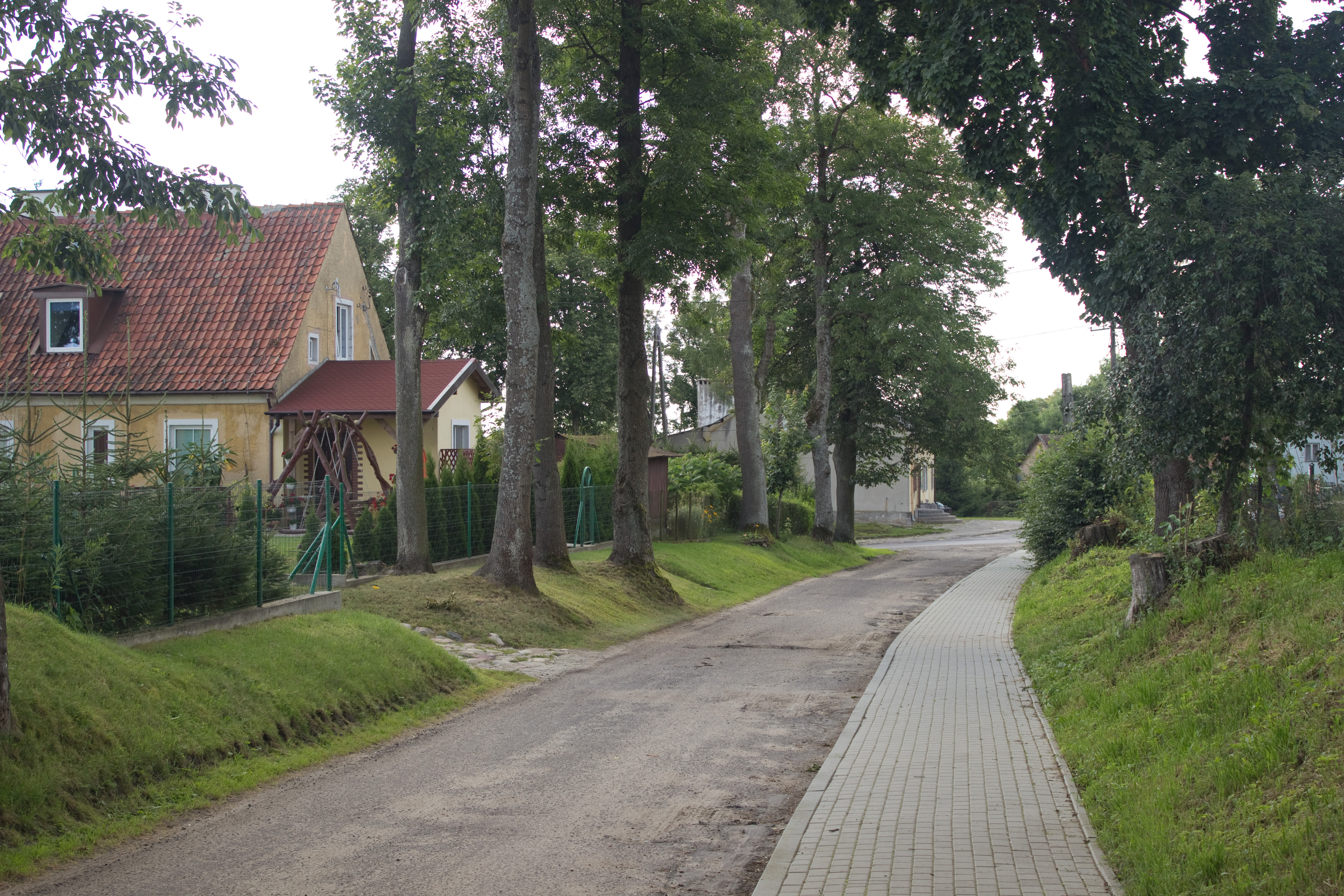
Dorfstraße

Um 1880 war Albrechtsdorf das zweitgrößte Dorf im Landkreis Preußisch Eylau. Die Einwohnerzahl war auf ungefähr 1200 gestiegen. Die massiven Häuser fanden immer mehr Anklang und die Dorfstraße soll von guter Qualität gewesen sein. Unter dem Gemeindevorsteher Friedrich Krause wurden in den Jahren 1876–1879 Verbesserungen des Dorfes und die Verschönerung der Dorfstraßen ausgeführt. Sie wurden mit Kies befahren, mit Bäumen bepflanzt und Prellsteine wurden gesetzt. In jener Zeit wurde auch der Bürgersteig von der Kirche nach dem Südende des Dorfes hin errichtet.
In den kirchlichen Verhältnissen hat sich in der Zeit seit 1858, als Pfarrer Götz amtierte, eine große Umwandlung vollzogen: Es zeigten sich die ersten Baptisten, deren Andachten häufig gestört wurden. Der von der Wanderschaft soeben heimgekehrter Grobschmiedegeselle Ferdinand Schirmann avancierte zum Mittelpunkt der Bewegung. Er wurde in der Familie des damaligen Wirtes Saat gastfreundlich aufgenommen und wurde bald unter dem Titel Prediger bekannt. Nachdem er der Schwiegersohn des Wirtes Saat geworden war, stieg die Zahl der Baptisten. Schließlich wurde eine Kapelle erbaut, daneben ein Predigerhaus, zu dem der Schwiegervater ein Grundstück kaufte. Von weit und breit kamen nun Menschen zu Andachten, Festen und Taufen. Bis 1945 bestand die Baptistengemeinde. Der eigene Friedhof der Baptistengemeinde lag außerhalb des Dorfes.
Das Handwerk erlebte in Albrechtsdorf gegen Ende des 19. Jahrhunderts einen großen Aufschwung, der durch die aufkommende Industrialisierung wieder zurückging. In geringerem Ausmaß betraf dies Betriebe der Bäcker und Fleischer, Schneider und Schuster sowie Maurer und Zimmerleute, die noch bis 1945 ihr Fortkommen hatten. 1880/90 wurde das Dorf ausgebaut: Der Neubau der Schule, der Bau der Chaussee Landsberg-Bartenstein und die Verbesserung der Landwege nach Tappelkeim und Reddenau, erforderten hohe Kosten. Dennoch erfolgte im Jahr 1883 eine Überweisung des Jagdpachtgeldes an von der Überschwemmung des Rhein betroffene Menschen.
Am 1. Oktober 1912 wurde im Schulzenamt im Beisein des Landrats und Kreisbrandmeisters, die Freiwillige Feuerwehr gegründet. Zum Leiter wurde der damalige Hauptlehrer und Kantor Guske ernannt. Die Feuerwehr hatte damals 20 aktive Mitglieder. Während des Ersten Weltkrieges ruhte die Arbeit der Feuerwehr. Nach dem Kriege fand am 2. Juni 1919 die erste Generalversammlung statt. Kantor Guske wurde wieder einstimmig mit der Führung der Feuerwehr beauftragt. 1923 legte er des fortgeschrittenen Alters wegen dieses Amt nieder und trat es an Oberstraßenmeister Plehn ab, der es bis 1929 innehatte. 1929 ging der Vorsitz an den Landwirt Zilian. Während seiner Amtszeit wurde die Motorspritze angeschafft und 1932 der Feuerwehr übergeben. Nach 1933 wurde Gastwirt Scheffler Leiter der Feuerwehr, die den ganzen Amtsbezirk umfasst und in die Löschzüge Albrechtsdorf und Bartelsdorf gegliedert war.
Der Ort Albrechtsdorf hatte sehr viele „Abbauten“, also Grundstücke, die nicht direkt im Dorf, sondern auf den Ländereien außerhalb des Ortes gebaut waren.
Bis zum Jahr 1945 gehörte Albrechtsdorf zum Kreis Preußisch Eylau im Regierungsbezirk Königsberg der preußischen Provinz Ostpreußen des Deutschen Reichs.
Nach dem Einmarsch der Roten Armee im Frühjahr 1945 wurde Albrechtsdorf zusammen mit der südlichen Hälfte Ostpreußens von der Sowjetunion an die Volksrepublik Polen übergeben. In der Folgezeit wurde die einheimische Bevölkerung von der polnischen Administration bis 1947 aus dem Kreisgebiet vertrieben.

### Demographie
| Jahr | Einwohner | Anmerkungen |
| ---- | --------- | --- |
| 1782 | –         | adliges Kirchdorf, mit 42 Feuerstellen (Haushaltungen), zu den Peistenschen Gütern der Familie von Kreytzen gehörig |
| 1820 | 274       | |
| 1885 | 1214      | [ 4 ] |
| 1910 | 959       | [ 5 ] |
| 1933 | 882       | [ 4 ] |
| 1939 | 841       | [ 4 ] |

| Jahr      | 2010 | 2021 |
| --------- | ---- | ---- |
| Einwohner | 300  | 489  |

### Zeitchronik für das Kirchspiel Albrechtsdorf
aufgestellt von Hans-Georg Stritzel, dem Verfasser des Ortssippenbuches von Albrechtsdorf:
- 1335 Gründung von Albrechtsdorf als deutsches Bauerndorf
- 1335/62 Albrechtsdorf wird adliges, gutsuntertäniges Dorf zur Besitzung Groß Peisten
- 1347 Erste Erwähnung Tappelkeims als kölmisches Gut „Tapelkeym“
- 1350/1379 Gründung von Bartelsdorf („Bertholdesdorf“) als untertäniges Bauerndorf privater Grundherren
- 1352/62 Entstehung der Ordenskirche in Albrechtsdorf
- 1354 Erste Erwähnung Bandels als prußischer Edelsitz „Bandelen“
- 1362 Gut Bandels wird dem Prußen Santunge verliehen
- 1414 Schwere Kriegsschäden nach dem Poleneinfall in Albrechtsdorf und Bandels
- 1424 Erste Erwähnung Marguhnens als prußische Siedlung „Mergunen“
- 1454/66 Verwüstungen und Plünderungen in den Orten während des Bürgerkrieges, dem „Ständekrieg“
- 1520/21 Völlige Vernichtung Marguhnens im „Reiterkrieg“
- 1520 Melchior von Kreytzen auf Gr. Peisten erwarb Teile von Albrechtsdorf
- um 1523 Reformation nahm in Albrechtsdorf ihren Anfang
- 1577 Neubesiedlung von Marguhnen durch Simon Dittrich
- 1583 Albrecht von Kreytzen erwirbt von Familie Aulack weitere Ländereien in Albrechtsdorf
- 1600 Ganz Albrechtsdorf mit dem Kirchenpatronat im Besitz der Familie von Kreytzen auf Gr. Peisten
- ab 1610 Ausbruch der Pest mit vielen Opfern im Kirchspiel
- 1638 Verpfändung von Albrechtsdorf an die Herren von Lehndorff
- 1695 Wolf und Achatius von Kreytzen werden Herren über Albrechtsdorf
- um 1720 Einrichtung der Schule in Albrechtsdorf. Erste bekannte schriftliche Erwähnung 1754
- 1755 Neubau der Schule in Albrechtsdorf
- 1794 Lehnsherr Erdmann F.A von Kreytzen hebt Erbuntertänigkeit für seine Dörfer auf.
- 1807 Schlacht bei Preußisch Eylau, Preußen und Russen gegen die Franzosen unter Kaiser Napoleon. Kein Sieg Napoleons
- 1807 Hohe Sterblichkeit im Kirchspiel durch eine, von franz. Truppen eingeschleppte Ruhrepidemie
- um 1807 Einrichtung der Schule in Tappelkeim
- 1819 Gründung des Landkreises Preußisch Eylau
- 1858 Gründung der baptistischen Gemeinde in Albrechtsdorf
- 1864 Bau der Kapelle und des Predigerhauses für die baptistischen Gemeinde
- 1874 Einführung des Königlich Preußischen Standesamtes Albrechtsdorf, Bildung eines Amtsbezirks Albrechtsdorf[6]
- 1885 Neubau der Schule in Albrechtsdorf
- 1897 Gründung des Kriegervereins Albrechtsdorf
- 1912 Gründung der Freiwilligen Feuerwehr Albrechtsdorf
- 1914 Mobilmachung am 1. August, Einberufung von 12 Reservisten des Kirchspiels
- 1928 Bildung der Gemeinde Albrechtsdorf, der Gemeinde Bandels-Sand mit den Vorwerken Kobbelbude und Suiken und der Gemeinde Bartelsdorf mit den Ortsteilen Marguhnen und Tappelkeim
- 1929 Verkauf des Gutes Bartelsdorf mit dem Vorwerk Marguhnen an die „Gemeinnützige Siedlungsgesellschaft Ostbund“
- 1935 Feier zum 600-jährigen Bestehen von Albrechtsdorf
- Febr. 1945 Schwere Verluste und Besetzung der Orte durch sowjetische Truppen
- 1945 Besatzungsrechtliche Teilung des Kreisgebiets durch die Sowjetunion in den nördlichen sowjetischen und südlichen Besatzungsteil der Volksrepublik Polen
- 1946/47 Vertreibung der letzten deutschen Bewohner aus dem Kirchspiel. Der Ort erhielt unter polnischer Verwaltung den Namen Wojciechy.

### Gutsuntertänigkeit
Güter und Dörfer wurden vom Deutschen Orden und später von der Landesherrschaft bzw. dem König als Lehen vergeben. Die Lehnsherren waren meistens Ritter, die dem Orden in Kriegszeiten beigestanden hatten und denen der Orden den gebührenden Sold oder sonstige Schulden nicht zahlen konnte. Ihnen wurde dann ein Dorf (oder mehrere Dörfer oder Güter) als Lehen gegeben. Die Bauern mussten ihren Zins für die Hofstelle an die Gutsbesitzer, als ihren Lehnsherrn, zahlen. Für die Dörfer, die dem König gehörten, waren die Ämter zuständig. Alle Dörfer, die einen Gutsbesitzer als Lehnsherren hatten, bezeichnete man als „gutsuntertan“ und alle Dörfer die der Landesherrschaft bzw. dem König gehörten, waren „königliche Dörfer“. Dies alles endete mit der Bauernbefreiung.

### Amtsbezirk Albrechtsdorf (1874–1945)
Am 7. Mai 1874 wurde der Amtsbezirk Albrechtsdorf gebildet. Er bestand bis 1945:
| Deutscher Namen | Polnischer Name | Anmerkungen                                       |
| --------------- | --------------- | ------------------------------------------------- |
| Albrechtsdorf   | Wojciechy       |                                                   |
| Bandels         | Bądle           | 1928 Ortsteil der neuen Landgemeinde Bandels-Sand |
| Bartelsdorf     | Barciszewo      |                                                   |
| Marguhnen       | Merguny         | 1928 nach Bartelsdorf eingemeindet                |
| Sand            | Piasek          | 1928 Ortsteil der neuen Landgemeinde Bandels-Sand |
| Tappelkeim      | Tapilkajmy      | 1928 nach Bartelsdorf eingemeindet                |
| ab 1937: Borken | Borki           | bis 1937 dem Amtsbezirk Borken zugehörig          |

## Religionen

### Christentum

#### Kirchengebäude
Bei der heutigen St.-Andreas-Bobola-Kirche handelt es sich um eine Ordenskirche, die in ihrer Gründung zurück in die Zeit 1335 bis 1362 geht. Im Zuge der Reformation wurde sie ein evangelisches Gotteshaus, das in den Folgejahren mehrfache Umbauten und Restaurationen erfuhr. Es handelt sich um einen chorlosen verputzten Feldsteinbau mit einem oben in Holz ausgeführtem Westturm. Eine flache, ursprünglich bemalte Decke schließt den Innenraum nach oben ab. Es gibt mehrere wertvolle Ausstattungsgegenstände.

#### Evangelisch
Bis 1945 war die Kirche das zentrale Gotteshaus des evangelischen Kirchspiels Albrechtsdorf im Kirchenkreis Preußisch Eylau in der Kirchenprovinz Ostpreußen der Kirche der Altpreußischen Union. Jetzt gehört das Dorf Wojciechy zur Johanneskirche in Kętrzyn (Rastenburg), deren Filialgemeinde das Dorf ist und die der Diözese Masuren der Evangelisch-Augsburgischen Kirche in Polen zugehört.

#### Römisch-katholisch
Das Gotteshaus gehört heute der Römisch-katholischen Kirche, deren Glieder früher die Kirche in Bartenstein (polnisch Bartoszyce) besuchten. Es ist eine dem Andreas Bobola geweihte Pfarrkirche, die dem Dekanat Górowo Iławeckie (Landsberg (Ostpreußen)) im Erzbistum Ermland zugeordnet ist.

## Persönlichkeiten

### Aus dem Ort gebürtig
- Andreas Stanislaus von Hatten (1763–1841), römisch-katholischer Theologe, Bischof von Ermland
- Gerhard Böhmer (1879 – nach 1921), deutscher Agrarwissenschaftler

### Mit dem Ort verbunden
- Wolf von Kreytzen (1598–1672), Obermarschall im Herzogtum Preußen, Landrat, war Erbherr auf Albrechtsdorf
- Leopold Götz (1833–1903), evangelischer Theologe, Leiter des Mutterhauses und Krankenhaus der Barmherzigkeit in Königsberg, Vorsitzender der Preußischen Bibelgesellschaft, war von 1858 bis 1860 Pfarrer an der Kirche in Albrechtsdorf

## Verkehr
Wojciechy liegt an der bedeutenden Woiwodschaftsstraße 512, die durch die nördliche Woiwodschaft Ermland-Masuren verläuft und Szczurkowo (Schönbruch) an der polnisch-russischen Staatsgrenze mit den Städten Bartoszyce (Bartenstein), Górowo Iławeckie (Landsberg (Ostpreußen)) und Pieniężno (Mehlsack) verbindet. Lokale Nebenstraßen enden zudem in Wojciechy.
Eine Anbindung an den Bahnverkehr besteht nicht.